# Rhinoraja kujiensis
Rhinoraja kujiensis es una especie de pez de la familia de los Rajidae en el orden de los Rajiformes.

## Reproducción
Es ovíparo y las hembras ponen huevos envueltos en una cápsula córnea.

## Hábitat
Es un pez de mar y de aguas profundas que vive entre 100-450 m de profundidad.

## Distribución geográfica
Se encuentra en el Océano Pacífico noroccidental: el norte del Japón. 

## Observaciones
Es inofensivo para los humanos. 